# Oestermes

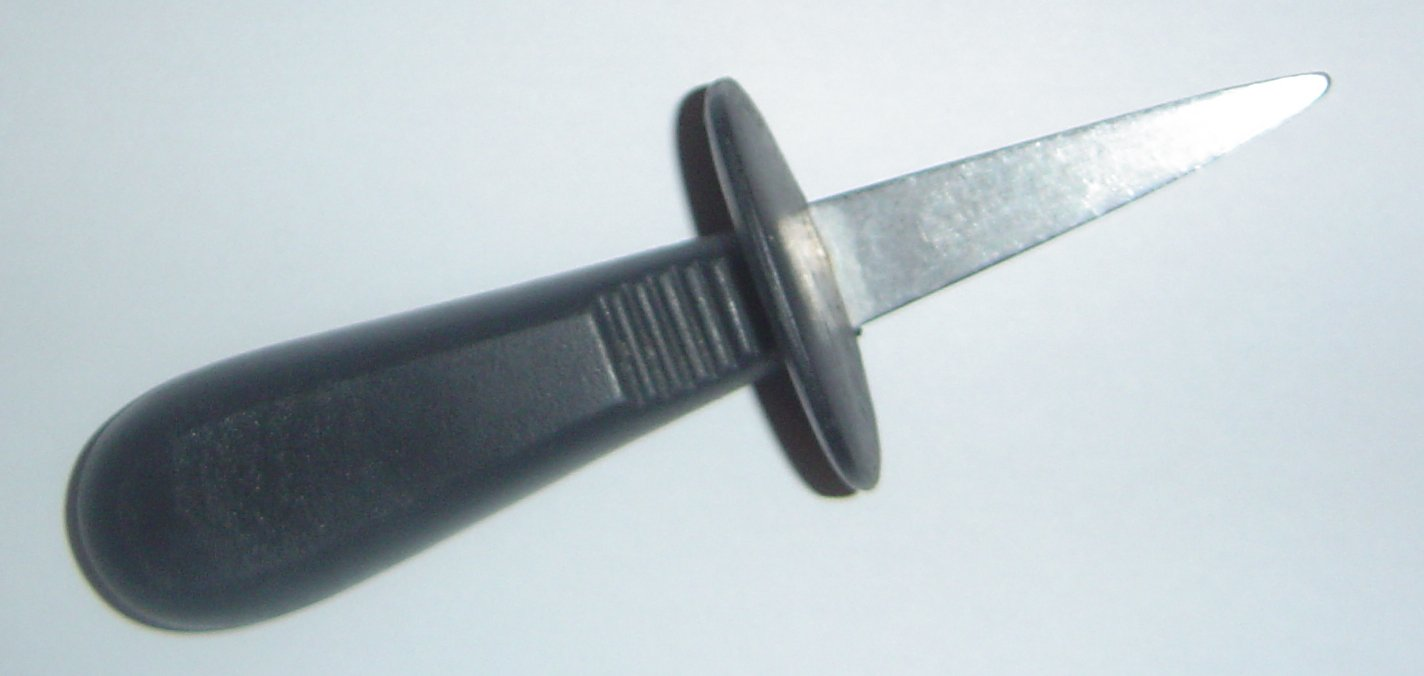
Een oestermes

Een oestermes is een kort, dik mes dat wordt gebruikt om oesters mee open te wrikken en hun vlees uit de schelp te halen. Sommige modellen hebben tussen het handvat en het lemmet een stootplaat die ervoor zorgt dat het mes niet te ver in de schelp kan komen.
Voor consumptie wordt vaak de oester eerst aan de buitenzijde schoongemaakt, waarna deze 24 uur op schoon water wordt gezet. Om de oester goed te kunnen openen kan deze, in verband met de vlijmscherpe schelpranden, eerst in een schone doek worden gewikkeld. Het openen van de oester met een oestermes kan door het insteken van het mes tussen de schelphelften, met vervolgens langs de plattere schelphelft ongeveer halverwege een doorhaal van de sluitspier waarmee de oester het sluiten van de schelphelften bedient.